# Järnvägsbron över Limfjorden
Järnvägsbron över Limfjorden, officiellt sedan 2003 Jernbanebroen over Limfjorden, är en dansk järnvägsbro mellan Ålborg och Nørresundby. Bron, som färdigställdes 1938, förbinder Vendsysselbanen med Randers-Aalborg Jernbane.

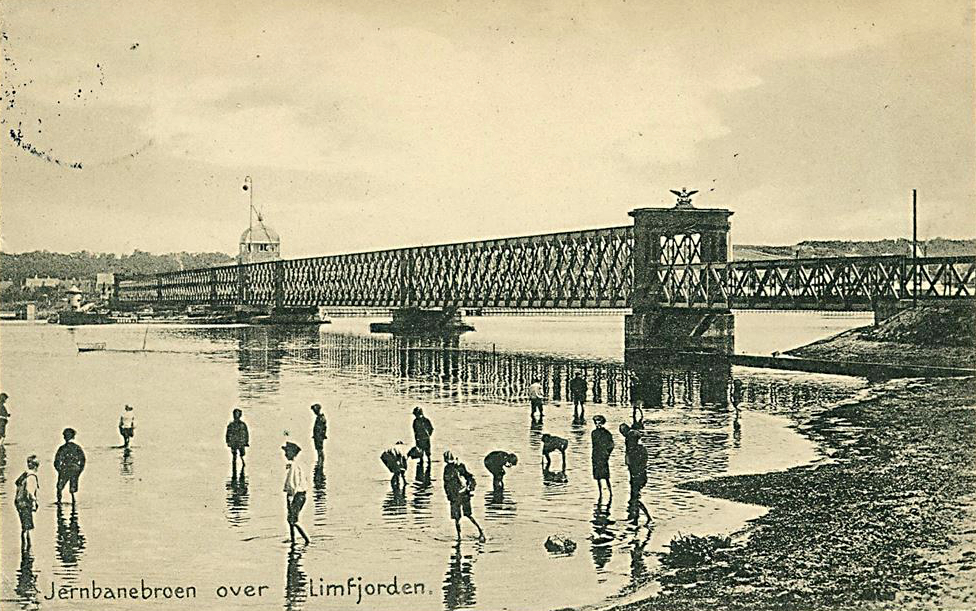
Den första bron.

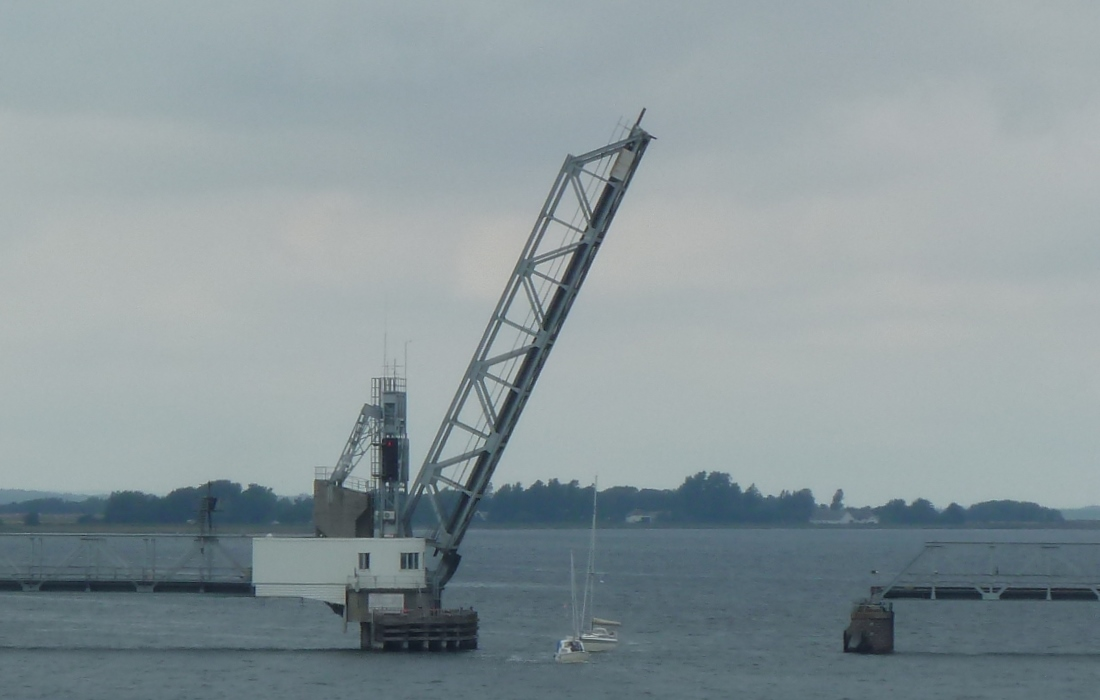
Öppning av järnvägsbron för fritidsbåtar, 2011.

Bron är enkelspårig. Bron är klaffbro med en klaff med en motvikt på 400 ton. Bron ägdes till 1997 av DSB, och har därefter ägts av Banestyrelsen, numera Banedanmark.

## Historik

### Den första järnvägsbron
Efter invigningen 1871 av Vendsysselbanen fraktades tågen på färja under sju år. Ett kontrakt ingicks 1873 med det franska Compagnie de Fives-Lille, varefter ett brobygge startade i juni 1874. Bron byggdes med sju bropelare. Bron blev klar 1878 och invigdes i augusti 1879. Det var en svängbro, som elektrifierades 1904.

### Den nuvarande järnvägsbron
En ny bro byggdes 1935–1938. Bron hade tillverkats 1928 i Frederikssund för Sjællandske Midtbane, som lades ned redan 1936. Bron flyttades till Aalborg, sattes på nya bropelare 30 meter öster om den gamla bron, delvis byggda av material från den de gamla bropelarna. 
Den nya järnvägsbron togs i bruk i april 1938. Den är 403 meter meter lång och 5,7 meter bred. Dess segelfria höjd är vid normalvattenstånd på Ålborgssidan 4,4 meter och på Nørresundbysidan 3,3 meter och tillåter en seglingsränna som är 29 meter bred.

### Kulturbron

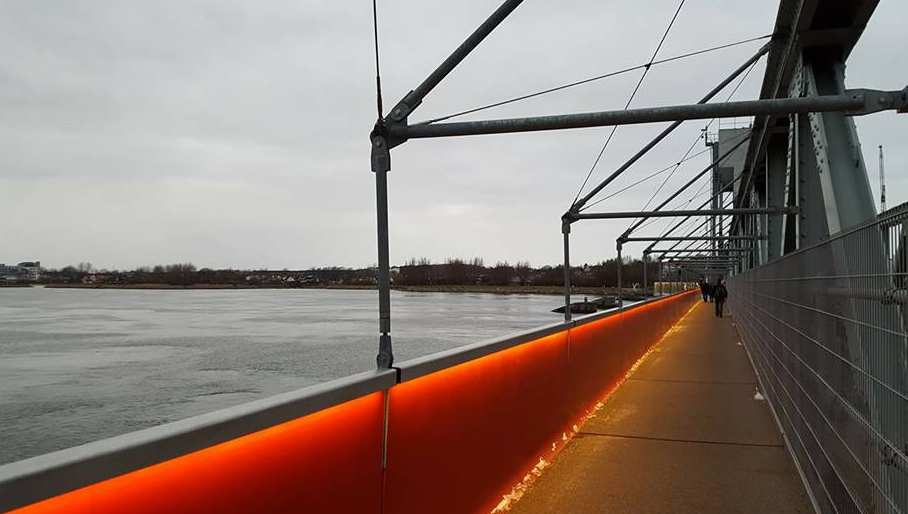
Kulturbron.

En kombinerad gång- och cykelbana, den så kallade Kulturbron, har monterats på västra sidan av järnvägsbron. Den öppnade i mars 2017, efter en långdragen byggprocess.